# داماریسکوتا-نیوکسل (مین)
داماریسکوتا-نیوکسل (به انگلیسی: Damariscotta-Newcastle) یک منطقهٔ مسکونی در ایالات متحده آمریکا است که در شهرستان لینکلن، مین واقع شده‌است. داماریسکوتا-نیوکسل ۱۸٫۴ کیلومتر مربع مساحت و ۱٬۷۵۱ نفر جمعیت دارد.